# Fußballspiel SC Wismut Karl-Marx-Stadt – 1. FC Kaiserslautern

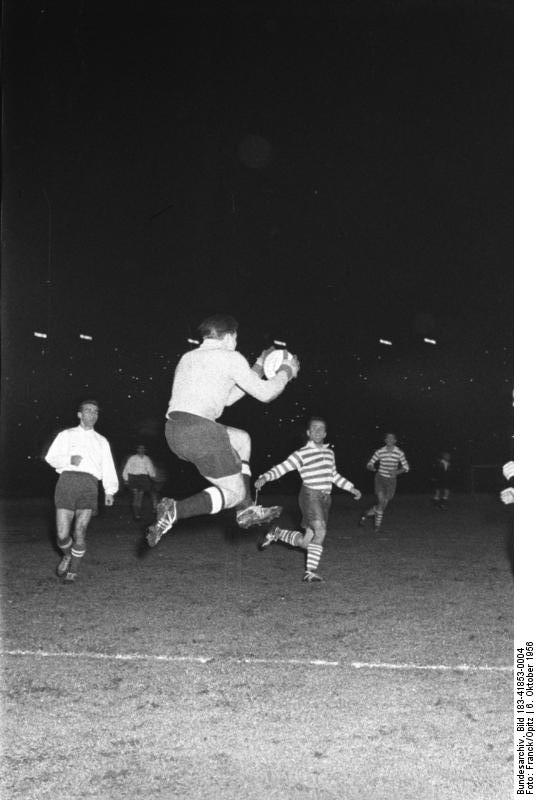
Kaiserslauterns Torhüter Hölz vor dem Wismut-Stürmer Günther

Das Fußballspiel SC Wismut Karl-Marx-Stadt – 1. FC Kaiserslautern fand am 6. Oktober 1956 im Leipziger Zentralstadion vor etwa 110.000 Zuschauern statt. Es endete 3:5. Fritz Walter erzielte mit der Hacke ein Jahrhunderttor.

## Vorgeschichte
Spätestens seit 1949 gab es Freundschaftsspiele zwischen ost- und westdeutschen Vereinsmannschaften.
Der 1. FC Kaiserslautern war 1951 und 1953 westdeutscher Fußballmeister und 1954 und 1955 Finalist. Mehrere seiner Spieler, vor allem Fritz Walter, gehörten zum Kern der Weltmeisterelf von 1954.
Der SC Wismut war eigentlich in Aue im Erzgebirge beheimatet, musste aber auf politischen Wunsch ab 1955 den Vereinsnamen Karl-Marx-Stadt tragen. In diesem Jahr wurde er inoffizieller Meister der Übergangssaison der DDR-Oberliga, im November 1956 (kurz nach dem Kaiserslautern-Spiel) wurde er dann auch erstmals offizieller DDR-Fußballmeister.
Die Mannschaft des 1. FC Kaiserslautern wurde bei ihrer Ankunft vor dem Hotel Astoria in Leipzig von vielen Fußballfans sehr freundlich begrüßt.
Die Eintrittskarten kosteten 1,50 Mark.
Spielbeginn war um 19 Uhr unter Tiefstrahlern. Das Leipziger Zentralstadion fasste zu dieser Zeit etwa 100.000 Sitzplätze, bei diesem Spiel standen aber noch zahlreiche Zuschauer zusätzlich in den Gängen, sodass die Schätzungen zwischen 110.000 und 125.000 Zuschauern lagen. Das wäre Rekord bei einem Fußballspiel von Vereinsmannschaften in Deutschland.

## Spiel
Das Spiel zwischen beiden Mannschaften wurde auf einem hohen Niveau geführt. Die Lauterer beeindruckten mit ihrem präzisen Passspiel, aber auch die Wismutspieler führten ein sehr engagiertes Spiel.
Kaiserslautern führte zwischenzeitlich mit 4:1, ehe die Karl-Marx-Städter bis zur Pause auf 4:3 verkürzen konnten. Am Ende gewannen die Gäste mit 5:3.
Höhepunkt des Spiels war ein Hackentreffer von Fritz Walter, der im waagerechten Flug über den Kopf im oberen Eck des Wismuttores landete. 
Die Zuschauer jubelten auch häufig den Spielern des 1. FC Kaiserslautern zu und riefen immer wieder die Namen der fünf beteiligten Weltmeister.
Zu den besten Spielern des Treffens gehörten Fritz Walter bei den Gästen und Willy Tröger und Manfred Kaiser bei den Gastgebern.
| SC Wismut                          | SC Wismut | 1. FC Kaiserslautern | 1. FC Kaiserslautern |
| ---------------------------------- | --- | --- | -------------------- |
| SC Wismut                          | \| Ergebnis: 3:5 (3:4) \| \| Schiedsrichter: Reinhardt (Berlin) \| \| Spielbericht \|                                                                                                  | \| Ergebnis: 3:5 (3:4) \| \| Schiedsrichter: Reinhardt (Berlin) \| \| Spielbericht \| | 1. FC Kaiserslautern |
| SC Wismut                          | Kurt Steinbach; Heinz Glaser, Bringfried Müller, Erhard Bauer; Karl Wolf, Siegfried Wolf; Konrad Wagner, Manfred Kaiser, Willy Tröger, Armin Günther (77. Horst Freitag), Kurt Viertel | Willi Hölz; Karl Schmidt, Werner Kohlmeyer; Werner Mangold, Horst Eckel, Heinrich Bauer; Friedel Späth, Fritz Walter, Ottmar Walter (77. Ernst Liebrich), Willi Wenzel, Norbert Wodarzik (54. Erwin Scheffler) | 1. FC Kaiserslautern |
| SC Wismut                          | 1:0 Wagner (10.) 2:4 Tröger (40.) 3:4 Tröger (40.) | 1:1 O. Walter (15.) 1:2 F. Walter (24.) 1:3 F. Walter (29.) 1:4 O. Walter (33.) 3:5 Schmidt (78.) | 1. FC Kaiserslautern |
| Ergebnis: 3:5 (3:4)                | | |                      |
| Schiedsrichter: Reinhardt (Berlin) | | |                      |
| Spielbericht                       | | |                      |

## Hackentor
Das Hackentor von Fritz Walter in der 29. Minute zum 3:1 wurde vom späteren Junioreneuropameistertrainer Dietrich Weise so beschrieben:

„Eckstoß von der rechten Seite, Fritz hechtete waagerecht in der Luftlinie in die Flugbahn hinein, um zum Kopfball anzusetzen, erkannte dabei, dass er den Ball, der leicht nach hinten abdriftete, so nicht erreichen würde. Also nahm er ihn mit dem nach hinten gestreckten Bein und zog die Kugel mit dem Absatz über den Torhüter ins Netz, oben in den Winkel.“

Der Torschütze Fritz Walter beschrieb es später so

„Der von rechts kommende Flankenball senkte sich hinter meinem Rücken. Da ließ ich mich nach vorne fallen, fast in den Handstand und schlug mit der Hacke zu. Aus zwölf, fünfzehn Metern Entfernung flog der Ball haarscharf ins obere Toreck. Dass es ein Tor wurde, war (...) Glück. Dass ich in dieser Situation aber überhaupt an den Ball kam und ihn traf, das war kein Glück.“

Mehrere Journalisten bezeichneten es später als Jahrhunderttor. Da es aber nur wenige Fotos von den DDR-Fotografen Werner Jenke und Hans-Peter Beyer gab, die im Westen zunächst keine weitere Verbreitung fanden, geriet es in Vergessenheit. Ansonsten hätte es durchaus das Tor des Jahrhunderts in Deutschland oder das Foto des Jahrzehnts werden können.

## Nachwirkungen
Auch nach dem Spiel wurden die Spieler des 1. FC Kaiserslautern von vielen Fußballfans umringt und gefeiert.
Die Berichterstattung in den DDR-Zeitungen war sehr sachlich und wertschätzend auch für die fußballerische Qualität der Lauterer, sie bemühte sich aber auch, die guten Leistungen der Wismut-Elf hervorzuheben.
Die Freundschaftsspiele zwischen ost- und westdeutschen Mannschaften wurden auch in den folgenden Jahren fortgesetzt, Wismut reiste 1957 zu Spielen in die Bundesrepublik.